# Guglielmo Marconi (partigiano)
Guglielmo Marconi (Pedaso, 18 settembre 1903 – Rimini, 1º giugno 1968) è stato un partigiano italiano.
Iscritto al Partito Comunista fin dai primi anni dopo la sua fondazione, garibaldino nella guerra civile spagnola con l'incarico di commissario politico fino al 1937. Nei primi anni Quaranta per vivere lavora per i tedeschi nella Francia occupata e in Germania, finché viene arrestato e inviato al confino a Ventotene. Liberato dopo il 25 luglio 1943, nel gennaio del 1944 si unisce alla Resistenza col nome di battaglia di Paolo. Dal 19 gennaio all'aprile del 1944 è vicecommissario politico di compagnia nella Brigata Garibaldi Romagnola e diviene poi comandante della II zona dell'8ª Brigata Garibaldi.
Nel dopoguerra ricoprirà incarichi nel PCI riminese.

## Biografia

### Giovinezza
Il padre di Guglielmo Marconi, Luigi, era un contadino riminese, che aveva trascorso il servizio di leva come bersagliere e poi aveva trovato impiego come ferroviere. Anche la madre di Guglielmo era di origini riminesi. E subito dopo la nascita, sempre a Rimini risiedette anche Guglielmo. Dopo gli studi tecnici (interrotti), nell'immediato dopoguerra svolge il servizio militare nel 3º Genio, 1ª Compagnia telegrafista. Rientra a Rimini nel 1920 e incomincia a maturare idee antifasciste e comuniste. Nel 1922, dopo alcuni scontri con gli squadristi, il pretore di Rimini gli commina la prima condanna (una multa di 180 lire) per porto abusivo d'armi. All'inizio dell'estate, è tra la guardia d'onore di Libero Zanardi e, stando alle fonti di polizia dell'epoca, è membro degli Arditi del popolo e come tale, il 28 giugno del 1922, cerca di uccidere a Rimini dei fascisti a revolverate, senza però riuscirvi.
Nel maggio del 1923, Guglielmo Marconi viene arrestato, con una quarantina di altre persone, con l'accusa di “complotto per mutare violentemente la costituzione dello Stato e forma del Governo e a tale scopo formato squadre armate, raccolte armi e munizioni compiuto ogni attività di propaganda orale e scritta idonea allo scopo”. Rimane in carcere fino al luglio del 1924, quando viene prosciolto dall'accusa di cospirazione e amnistiato da quella di banda armata, dalla Corte d'Appello di Bologna. Tornato in libertà, non abbandona però l'attività politica: raccoglie fondi per il Soccorso rosso e diffonde copie de l'Unità.
Dopo l'omicidio di Giacomo Matteotti, avendo deposto al cimitero di Rimini delle corone di fiori con delle insegne inneggianti al deputato socialista, nel novembre del 1924 subisce un violento pestaggio da parte dei fascisti riminesi. Decide così di “cambiare aria” trasferendosi a Roma. Qui si incontra con Giuseppe Dozza, allora responsabile nazionale dei giovani comunisti, e con Luigi Adamesi, dai quali riceve un incarico politico da svolgere in Abruzzo. Contemporaneamente, è aperta a suo nome una scheda al Casellario Politico Centrale, ed inizia su di lui la vigilanza della polizia fascista. Da qui, probabilmente, la decisione di migrare in Francia.

### L'esilio
Dalla Francia, in cerca di lavoro, Marconi si sposta presto in Lussemburgo, ove viene sospettato di essere stato l'istigatore, se non l'esecutore, di alcuni attentati compiuti a Esch sur Alzette da elementi comunisti. Quando viene espulso dal Granducato, nel giugno del 1926, in seguito a una manifestazione comunista, Marconi era uno dei principali responsabili della sezione di Esch. Riparato in Francia nella zona di Metz, viene raggiunto da un mandato di arresto diramato dal Lussemburgo. Il Consolato italiano segnala che Marconi, nel frattempo, è nuovamente a capo di gruppi di violentissima propaganda antifascista. Nel 1928, partecipa ad una aggressione a mano armata nei confronti di un fascista e viene nuovamente espulso, questa volta dalla Francia. Dopo un periodo tra Belgio e Francia, nell'ottobre del 1936 parte per la Spagna, per unirsi alle Brigate internazionali.

#### La guerra di Spagna
Marconi fu tra i primi volontari italiani delle Brigate Internazionali. Fu inserito nella Batteria Gramsci, col secondo gruppo di artiglieria, di cui era Commissario politico, partecipando tra il dicembre 1936 e il gennaio 1937 all'assalto di Teruel, in Aragona.
Nel corso del 1937 Marconi rientra in Francia, non facendo più ritorno in Spagna. Per anni, questo suo “rientro anticipato” fu per lungo tempo oggetto di critiche e sospetti nel partito. Tanto che ancora nel 1962, Marconi chiese a Luigi Longo, in una lettera a lui indirizzata, di intervenire per confermare di essere stato inviato in missione dal Partito a Parigi nel 1937 e di non aver fatto ritorno in Spagna perché ammalato. Circostanze che, effettivamente, Longo confermò.

#### In Francia e Germania
Allo scoppio della guerra tra Francia e Germania, nel 1939, Marconi è invitato dalle autorità francesi ad arruolarsi, ma rifiuta, ed è perciò imprigionato nel campo di concentramento di St. Cyprien. Dopo la resa francese ai tedeschi, Marconi viene liberato e lavora per conto delle autorità tedesche al forte di Charanton, svolgendo funzioni da interprete (parlava correntemente, oltre l'italiano, il francese, il tedesco e un po' di spagnolo).
Successivamente, accetta di recarsi a lavorare in Germania, dall'aprile al novembre del 1941 presso Berlino in una fabbrica di aeroplani da guerra. Rientra poi in Francia, lavorando come decoratore di tabelle segnaletiche, sempre per conto delle autorità tedesche. È infine arrestato dalla Gestapo, su richiesta della polizia italiana, il 21 aprile 1942, presso Parigi. Viene consegnato alle autorità italiane, via Berlino, nel giugno del 1942, per essere inviato al confino politico da scontare per 5 anni nell'isola di Ventotene.

Guglielmo Marconi (Paolo)

### La Resistenza
Liberato dal confino nel luglio del 1943, Marconi rientra a Rimini ai primi di settembre. Riallaccia i rapporti coi vecchi compagni del Partito comunista, in particolare con Attilio Venturi. Per una mastoidite da cui viene colpito, è costretto a operarsi e, quindi, a rimanere in disparte, fino al gennaio del 1944, quando Marconi raggiunge la già costituita Brigata Garibaldi Romagnola, comandata da Libero Riccardi. Nell'aprile assume un ruolo attivo nella travagliata rimozione di Libero, che viene sostituito al comando da Ilario Tabarri (Pietro Mauri). Dopo il vasto rastrellamento nazifascista dell'aprile 1944, che porta al totale sbandamento della formazione partigiana, essa viene ricostituita su nuove basi e denominata "8ª Brigata Garibaldi", sempre al comando di Ilario Tabarri, mentre Marconi assume di fatto le funzioni di comandante nella II zona, delimitata dal triangolo Meldola, Santa Sofia e Campigna.
Le operazioni partigiane del nuovo raggruppamento contrastarono con successo,a differenza di quanto successo nell'aprile 1944, i tentativi dei nazifascisti di eliminare la presenza partigiana in quel tratto dell'Appennino a cavallo della Linea Gotica, che rimase saldamente in mano alla formazione partigiana. Tale lotta determinò tuttavia alcune pesanti rappresaglie dei tedeschi, che colpirono duramente la popolazione: ciò provocò un deciso disaccordo con le scelte strategiche del comando da parte di alcuni partigiani residenti nella zona, guidati da Vero Stoppioni, i quali, dopo un drammatico confronto, furono allontanati dalla Brigata.

### Il dopoguerra
Guglielmo Marconi, primo vicesindaco nella Rimini del dopoguerra, si trovò in opposizione con il nuovo gruppo dirigente del PCI, non avendo mai sposato la linea togliattiana, ed avendo invece come riferimento politico Pietro Secchia. Dallo scontro politico che ne seguì, in cui spuntarono capziosamente anche alcune questioni in sospeso (la “fuga” dalla Spagna, la “scandalosa” relazione con una giovane donna), egli rimase escluso da tutti gli organismi dirigenti politici e amministrativi del PCI. Secondo alcune testimonianze, Marconi, si trovò anche in contrasto sulla gestione civica riminese oltre che politica, certamente lontana dalle proprie idee e convinzioni. E sempre al periodo del dopoguerra risale il suo viaggio in Unione Sovietica dal quale ebbe a tornare assai critico sulla condizioni di vita del popolo russo.
Abbandonata la politica Guglielmo Marconi tornò a lavorare come cartellonista verniciatore. Nel 1951 scrive un lungo manoscritto contenente le dettagliate memorie della lotta partigiana condotta da lui ed i suoi compagni sull'Appennino romagnolo, che tuttavia verrà da lui rivisto negli anni Sessanta, per essere infine pubblicato postumo nel 1984 con il titolo "Vita e ricordi sull'8ª brigata romagnola".
“Per molti aspetti Guglielmo Marconi fu ‘la bandiera’ più illustre del PCI riminese nel dopoguerra. Ma lo fu in maniera contraddittoria: molto di più per quello che egli rappresentava per la storia del partito che per la sua direzione politica"..
Negli ultimi giorni di vita riceve la solidarietà ed il rispetto di coloro che l'avevano conosciuto, inclusi alcuni nemici. Sul letto di morte confida tra l'altro il desiderio, riferendosi anche al proprio partito, se fosse potuto guarire, di poter sistemare a modo proprio le cose. Muore nel 1968 per un tumore.

## Onorificenze
Dieci anni dopo la morte, nel 1978, è stato insignito della Medaglia d'argento al Valor militare.

### Articoli di stampa
- È morto a Rimini il comandante partigiano Marconi, in L'Unità del 3 giugno 1968 Archiviato il 4 marzo 2016 in Internet Archive..
- I solenni funerali del partigiano Marconi, in Il Resto del Carlino del 4 giugno 1968.